# Austrolebias melanoorus
Austrolebias melanoorus es un pez de la familia de los rivulinos en el orden de los ciprinodontiformes.

## Morfología
Los machos pueden alcanzar los 5 cm de longitud total.

## Distribución geográfica
Se encuentran en Sudamérica: Uruguay y Brasil (Rio Grande do Sul) 